# Крюково (Волоколамский район)
Крюково — деревня в Волоколамском районе Московской области России, входит в состав сельского поселения Спасское. Население — 10 чел. (2010).

## География
Деревня Крюково расположена на западе Московской области, в западной части Волоколамского района, примерно в 1,5 км юго-западнее черты города Волоколамска, на правом берегу реки Вельги (бассейн Иваньковского водохранилища).
В деревне 4 улицы — Лесная, Тихая, Центральная и Лесной переулок, приписано садоводческое некоммерческое товарищество.
Рядом с деревней проходят пути Рижского направления Московской железной дороги. Ближайший остановочный пункт — станция Волоколамск, ближайшие сельские населённые пункты — деревни Терентьево и Тимошево.

## Население
| 1852 | 1859 | 1899 | 1926 | 2002 | 2006 | 2010 |
| ---- | ---- | ---- | ---- | ---- | ---- | ---- |
| 129  | ↘106 | ↗109 | ↗116 | ↘7   | ↗14  | ↘10  |

## История
Крюково, деревня 1-го стана, Г. Супонева, крестьян 65 душ мужского пола, 64 женского, 17 дворов, 110 верст от столицы, 9 от уездного города, близ Можайского тракта.— Нистрем К. Указатель селений и жителей уездов Московской губернии, 1852 г.
В «Списке населённых мест» 1862 года — владельческая деревня 1-го стана Волоколамского уезда Московской губернии по правую сторону Рузского тракта (от города Волоколамска в Рузу), в 7 верстах от уездного города, при речке Вельге, с 18 дворами и 106 жителями (48 мужчин, 58 женщин).
По данным на 1899 год — деревня Тимошевской волости Волоколамского уезда с 109 душами населения.
В 1913 году — 15 дворов.
По материалам Всесоюзной переписи населения 1926 года — деревня Тимашевского сельсовета Тимошевской волости в 1,06 км от Осташёвского шоссе, в 7,46 км от станции Волоколамск Балтийской железной дороги, проживало 116 жителей (57 мужчин, 59 женщин), насчитывалось 22 крестьянских хозяйства.
С 1929 года — населённый пункт в составе Волоколамского района Московского округа Московской области. Постановлением ЦИК и СНК от 23 июля 1930 года округа как административно-территориальные единицы были ликвидированы.
1929—1954 гг. — деревня Тимашевского сельсовета Волоколамского района.
1954—1963 гг. — деревня Привокзального сельсовета Волоколамского района.
1963—1964 гг. — деревня Привокзального сельсовета Волоколамского укрупнённого сельского района.
1964—1965 гг. — деревня Волоколамского сельсовета Волоколамского укрупнённого сельского района.
1965—1994 гг. — деревня Волоколамского сельсовета Волоколамского района.
В 1994 году Московской областной думой было утверждено положение о местном самоуправлении в Московской области, сельские советы как административно-территориальные единицы были преобразованы в сельские округа.
1994—2006 гг. — деревня Волоколамского сельского округа Волоколамского района.
С 2006 года — деревня сельского поселения Спасское Волоколамского муниципального района Московской области.